# Купидон
Купидон (лат. Cupīdō [kʊˈpiːdoː]; «страстное желание») — в римской мифологии бог желания, эротической любви, влечения и привязанности. Его часто изображают сыном богини любви Венеры и бога войны Марса. Он также известен как Амур («Любовь»). Его греческий аналог — Эрос. Хотя в классическом греческом искусстве Эроса обычно изображают стройным крылатым юношей, в эллинистический период его все чаще изображали круглолицым мальчиком. За это время к его атрибутам прибавились лук и стрелы, представляющие его источник силы: человек или даже божество, пронзенное стрелой Купидона, наполняется неудержимым желанием. В мифах Купидон — второстепенный персонаж, который в основном служит для приведения сюжета в движение. Он является главным героем только в сказке об Амуре и Психее, когда, раненный собственным оружием, испытывает любовное испытание. Хотя другие истории о нём не рассказываются, его традиция богата поэтическими темами и визуальными сценариями, такими как «Любовь побеждает все» и ответное наказание или пытка Купидона.
В искусстве Купидон часто появляется как Амур или amorini и в более поздней терминологии искусствоведения как эквивалент греческих Эротов. Купидоны — частый мотив как римского искусства, так и более позднего западного искусства классической традиции. В XV веке иконография Купидона начинает становиться неотличимой от путто.
Купидон продолжал оставаться популярной фигурой в Средние века, когда под христианским влиянием он часто имел двойственную природу как Небесную и Земную любовь. В эпоху Возрождения возобновившийся интерес к классической философии наделил его сложными аллегорическими смыслами. В современной популярной культуре Купидон изображается натягивающим лук, чтобы вызвать романтическую любовь, часто как символ Дня святого Валентина. Силы Купидона схожи с силами Камадевы, индуистскому богу человеческой любви.

## Этимология
Слово Cupīdō («страстное желание») является производным от латинского cupiō, cupĕre («желать»), которое само по себе происходит от прото-италийского *kup-i-, что может отражать *kup-ei- («желать»; ср. Умбрийские cupras, Южно-Пиченские kuprí). Последнее, в конечном счете, происходит от протоиндоевропейской глагольной основы *kup-(e)i- («трепетать, желать»; ср. староирландское accobor 'желание', санскритское prá-kupita — 'дрожать, дрожать', русское кипеть). 

## Происхождение и рождение

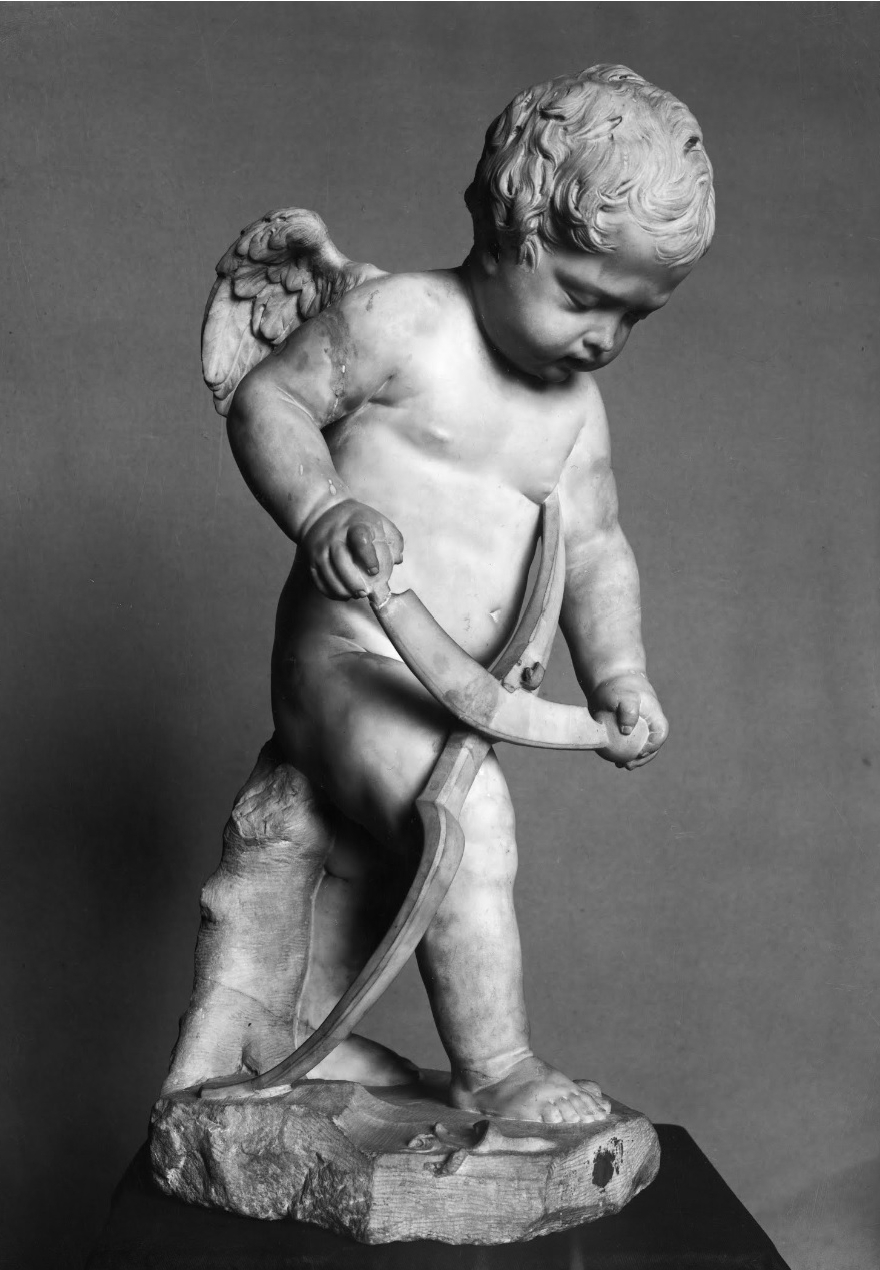
Амур, вырезающий лук (1620-е гг.), Франсуа Дюкенуа, Музей Боде, Берлин

Римляне переосмыслили мифы и концепции, относящиеся к греческому Эросу для Купидона, в своей собственной литературе и искусстве, а мифографы средневековья и эпохи Возрождения свободно объединяют их. В греческой традиции у Эроса была двойная, противоречивая генеалогия. Он был среди первых богов, возникших бесполым путем; после него поколения божеств были рождены через союзы мужчин и женщин. В «Теогонии» Гесиода Эроса старше только Хаос и Гея (Земля). До существования гендерной дихотомии Эрос отделял сущности от того, что они в себе содержали.
В то же время Эрот, который изображался мальчиком или стройным юношей, считался ребёнком божественной пары, личность которой варьировалась в зависимости от источника. Влиятельный мифограф эпохи Возрождения Натале Конти начал свою главу об Амуре/Эросе, заявив, что сами греки не были уверены в его происхождении: от Неба и Земли, Ареса и Афродиты, Ночи и Эфира, или Раздора и Зефира. Он отмечает, что греческий писатель-путешественник Павсаний противоречит сам себе, говоря в одном месте, что Эрос приветствовал Афродиту в мире, а в другом, что Эрос был сыном Афродиты и младшим из богов.
В латинской литературе Купидон обычно рассматривается как сын Венеры без ссылки на отца. Сенека говорит, что им был Вулкан, муж Венеры. Цицерон, однако, говорит, что было три Купидона, равно как и три Венеры: первый Амур был сыном Меркурия и Дианы, второй Меркурия и второй Венеры, а третий Марса и третьей Венеры. Этот последний Купидон был эквивалентом Антероса, «Контр-Любви», одного из Эротов, богов, воплощающих аспекты любви. Многочисленные купидоны в искусстве, являются декоративным проявлением этих разрастающихся страстей и желаний. В эпоху английского Возрождения Кристофер Марло писал о «десяти тысячах купидонов»; в свадебной маске Бена Джонсона Hymenaei «тысячи разноцветных влюбленных<…> прыгают по свадебной комнате».
В более поздней классической традиции Купидон чаще всего рассматривается как сын Венеры и Марса, любовная связь которых представляет собой аллегорию Любви и Войны. Двойственность изначального и сексуально зачатого Эроса вмещала в себя философские концепции Небесной и Земной Любви даже в христианскую эпоху.

## Атрибуты и темы

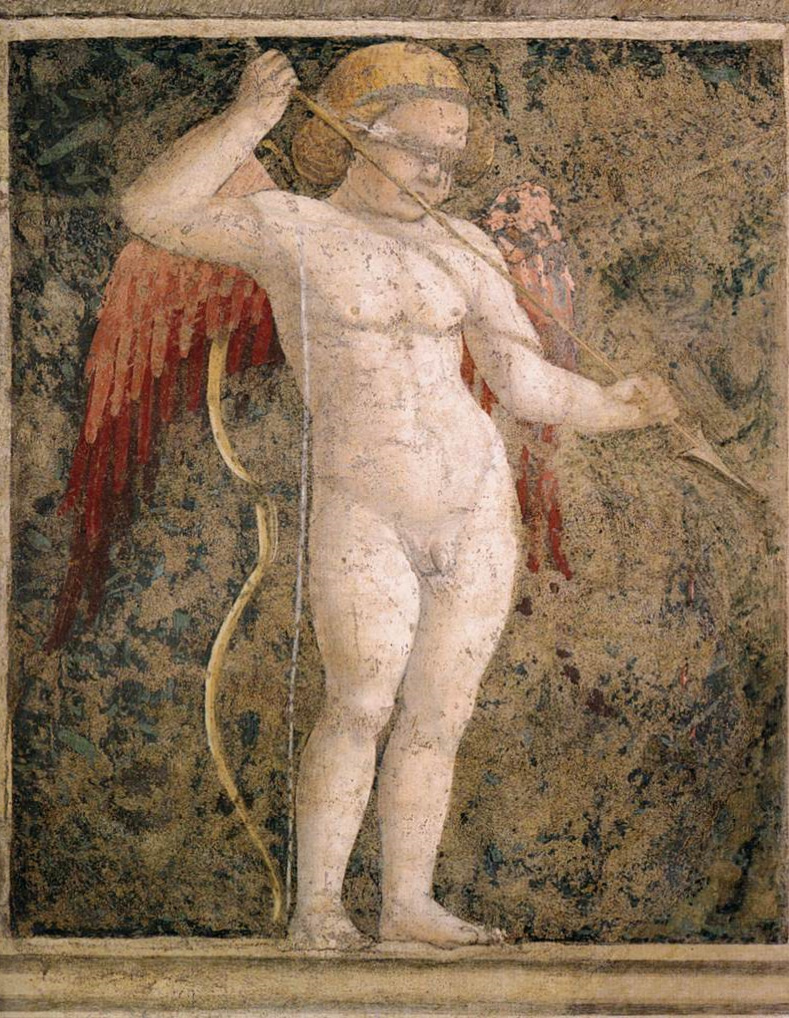
Вооруженный Купидон с завязанными глазами (1452/66) работы Пьеро делла Франческа.

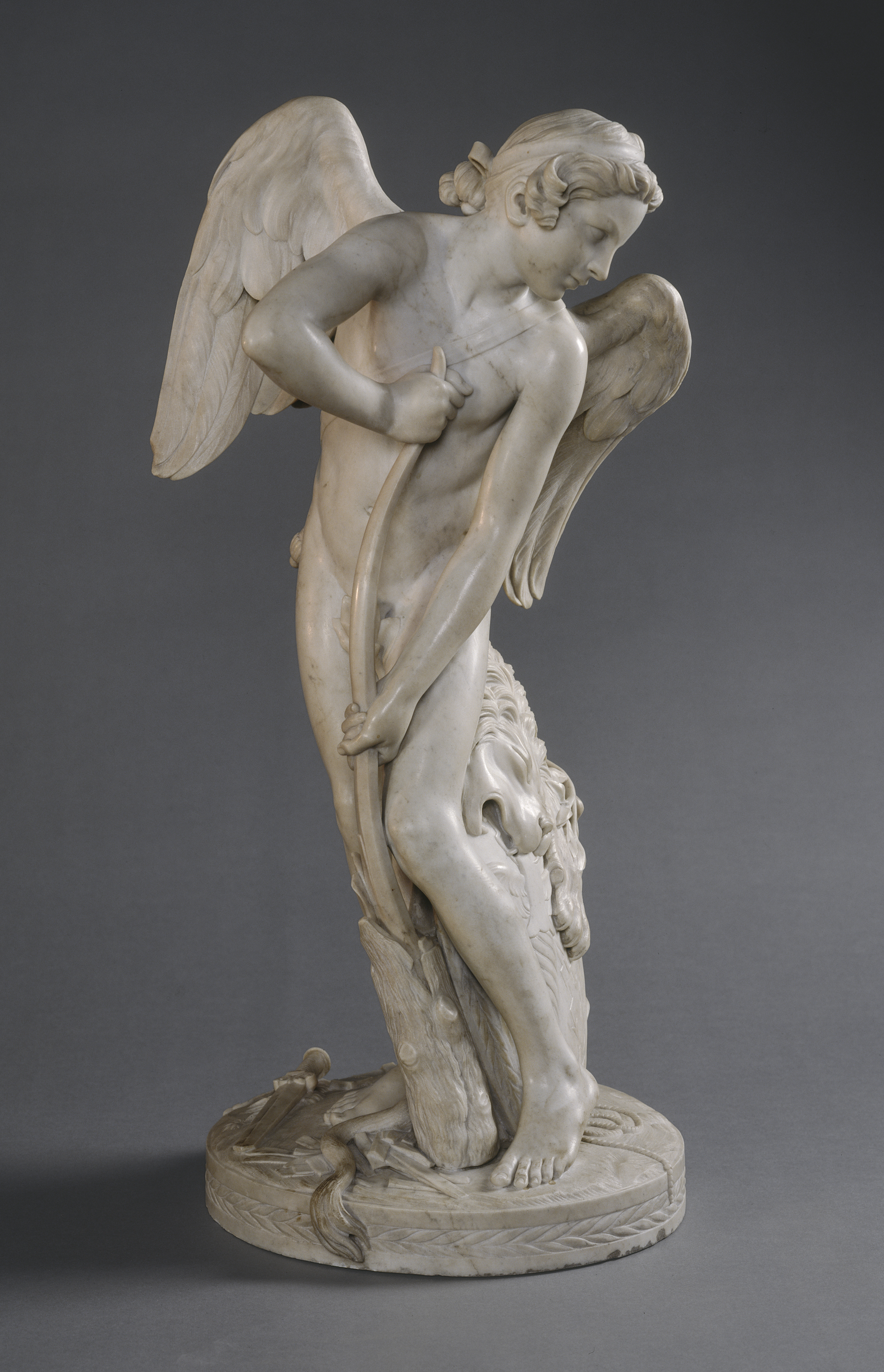
Эдм Бушардон, Амур, 1744 г., Национальная художественная галерея.

Крылатость Купидона объясняется тем, что влюбленные непостоянны и склонны передумать, а детский вид — потому что любовь иррациональна. Его символы — стрела и факел, «потому что любовь ранит и воспламеняет сердце». Эти атрибуты и их интерпретация были установлены в поздней античности, как резюмировал Исидор Севильский (ум. 636 г. н. э.) в его Etymologiae. Амур также иногда изображается с завязанными глазами и описывается как слепой — поскольку вид возлюбленного может быть побуждением к любви, — зашоренной и своевольной. Как писал Шекспир в «Сне в летнюю ночь „ (1590-е):
Love looks not with the eyes, but with the mind

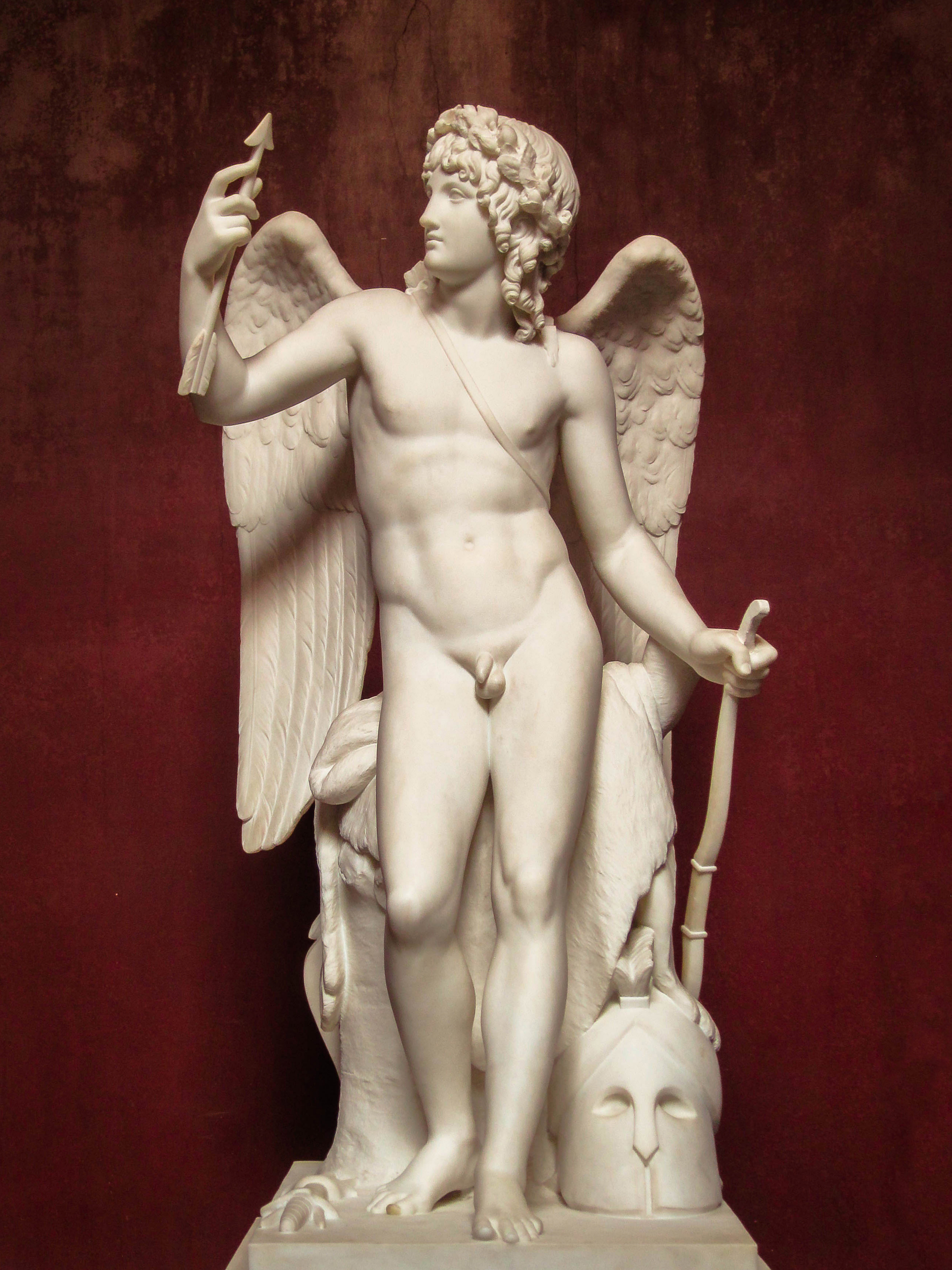
Скульптура Купидона работы Бертеля Торвальдсена

And therefore is winged Cupid painted blind.

Nor hath love's mind of any judgement taste;

Wings and no eyes figure unheedy haste.

And therefore is love said to be a child

Because in choice he is so oft beguiled.
В “Аллегории весны» Боттичелли (1482 г.), также известной под итальянским названием «La Primavera», Купидон изображен с завязанными глазами, стреляющим из лука, расположенным над центральной фигурой Венеры.
В частности, в древнеримском искусстве амуры также могут быть окруженными фруктами, животными, атрибутами времен года или бога вина Диониса, символизирующих воспроизводящую способность земли.
Имея все эти черты, Купидон связывается с индуистским богом Камой.

### Стрелы Купидона

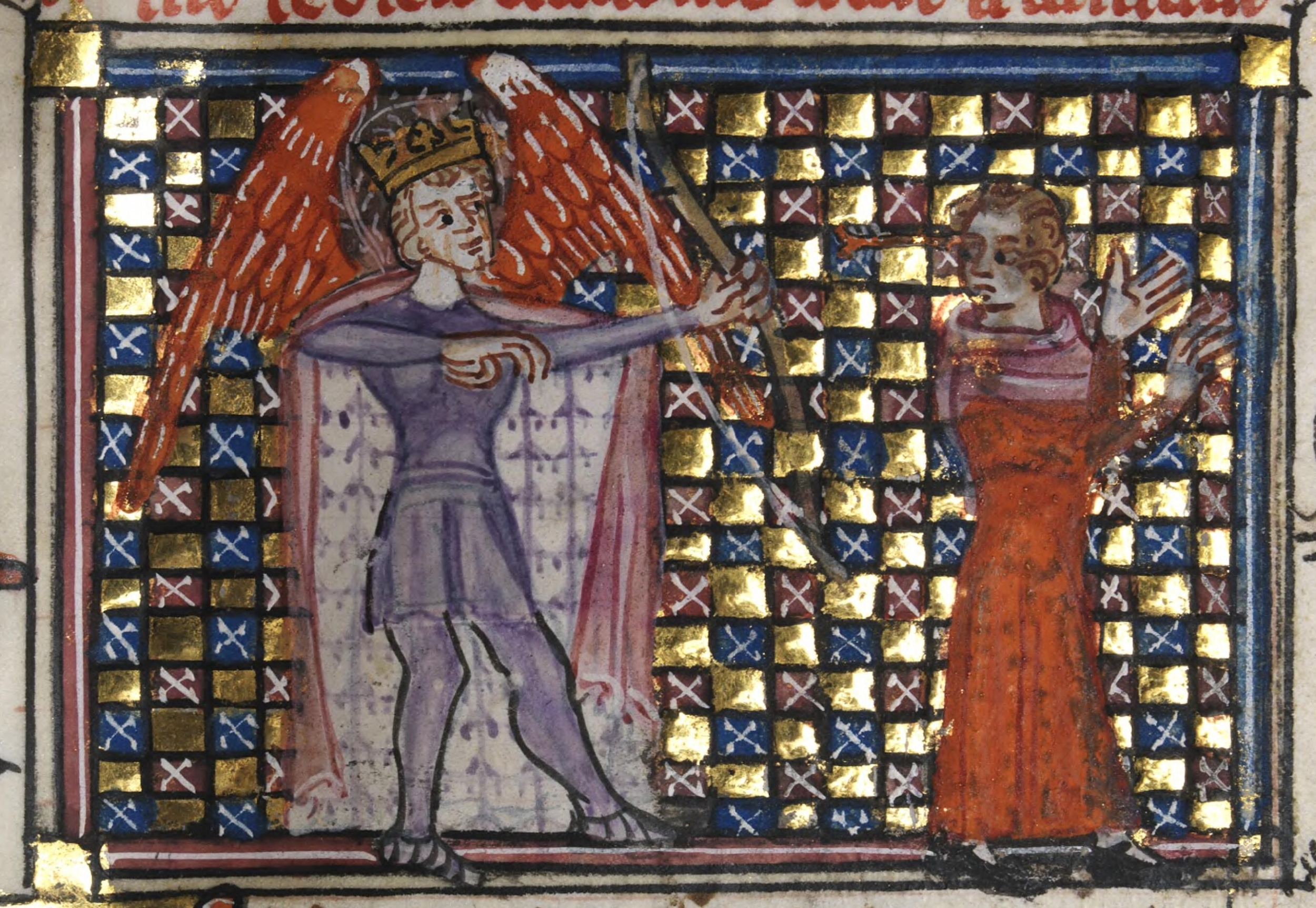
Бог любви (Амур) пускает стрелу во влюбленного, из текста Романа де ла Роуз XIV-го века.

Купидон носит два вида стрел, один с острым золотым наконечником, а другой с тупым свинцовым наконечником. Человек, раненный золотой стрелой, исполнен неудержимого желания, а пораженный свинцом испытывает отвращение и желает только бежать. Использование этих стрел описано латинским поэтом Овидием в первой книге его «Метаморфоз». Когда Аполлон насмехается над Купидоном как над маленьким лучником, Купидон стреляет в него золотой стрелой, но поражает объект своего желания, нимфу Дафну, свинцом. Попав в ловушку нежелательных ухаживаний Аполлона, Дафна молится своему отцу, речному богу Пенею, который превращает ее в лавр, дерево, посвященное Аполлону. Это первая из нескольких неудачных или трагических любовных интриг Аполлона. Эта тема несколько отражена в истории Эхо и Нарцисса, поскольку богиня Юнона навязывает любовь нимфы Эхо Нарциссу, проклятому богиней Немезидой, чтобы он был влюблён в себя и не реагировал на её любовь.
Вариант легенды можно найти в The Kingis Quair, поэме 15-го века, приписываемой Якову I, в которой у Купидона есть три стрелы: золотая для легкого «поражения», которое легко излечить; более привлекательное серебро; и сталь для любовной раны, которая никогда не заживает.

### Купидон и пчелы

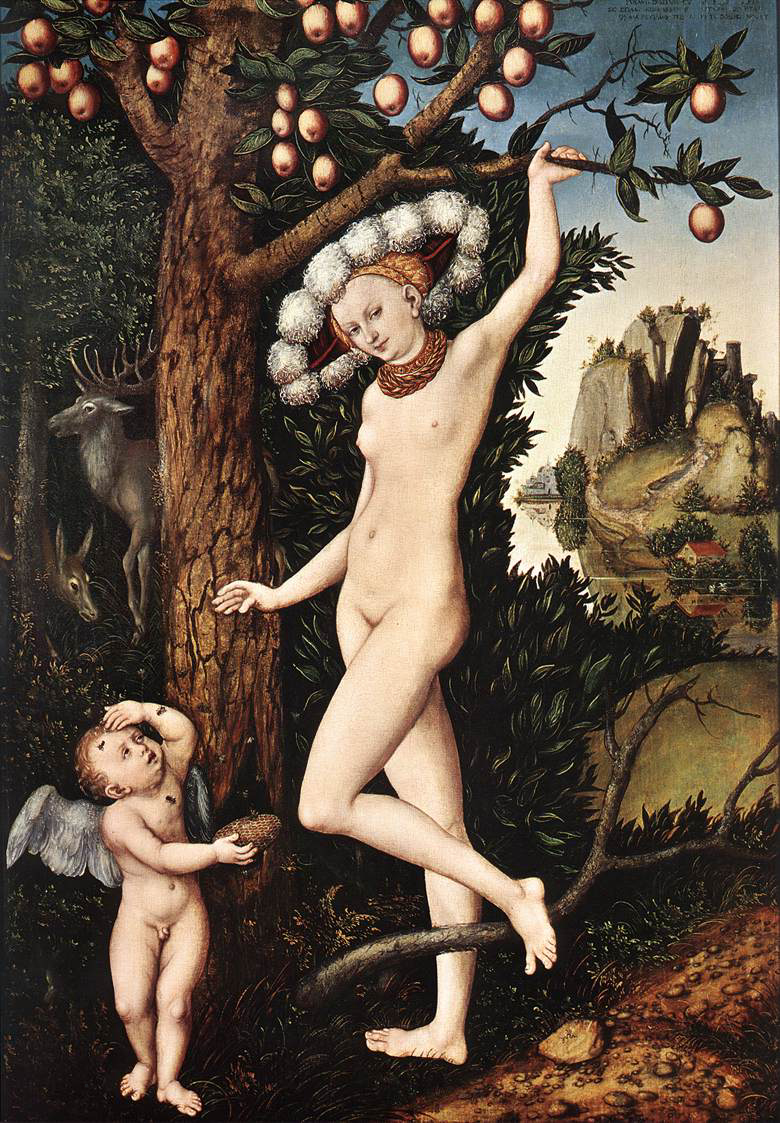
Купидон, похититель меда, с картины Лукаса Кранаха Старшего

В истории о Купидоне, похитителе мёда, ребенок-бог был ужален пчёлами, когда выкрал мёд из их улья. Он плачет и бежит к своей матери Венере, жалуясь, что такое маленькое существо не должно причинять такие болезненные раны. Венера смеётся и указывает на поэтическую справедливость: он тоже мал, но все же доставляет жало любви.

История об Эросе впервые была рассказана в "Идиллиях " Феокрита (3 век до н. э.). В эпоху Возрождения его много раз описывали как в искусстве, так и в поэзии. Тема завершила поэтический цикл Аморетти (1595 г.) Эдмунда Спенсера и послужила предметом по крайней мере для двадцати произведений Лукаса Кранаха Старшего и его мастерской. Немецкий поэт и классик Карл Филипп Конц (1762—1827) назвал эту легенду злорадством («получением удовольствия от чужой боли») в одноимённом стихотворении. В версии Готхольда Эфраима Лессинга, писателя немецкого Просвещения, инцидент побуждает Купидона превратиться в пчелу:
Через это жало Амур стал мудрее. Неутомимый обманщик придумал еще один боевой план: он притаился под гвоздиками и розами и когда девица пришла их собирать, он вылетел как пчела и ужалил ее.
Образ Амура в виде пчелы является частью сложной традиции поэтических образов, включающей цветок юности, жало любви как дефлорацию и мед как секрет любви.

### Купидон и дельфины

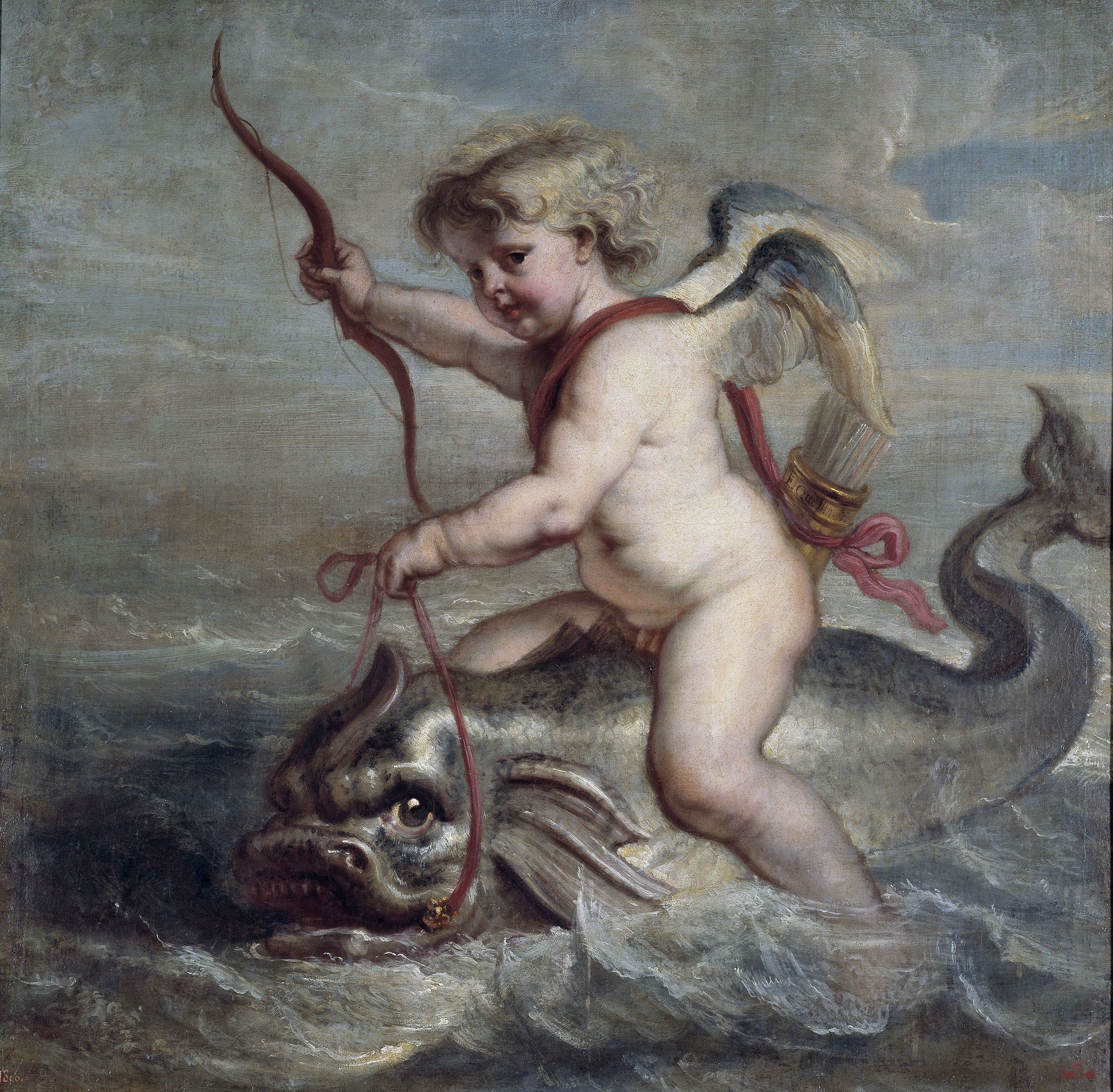
Амур верхом на дельфине (1630) Эразма Квеллина II

Как в древнем, так и в более позднем искусстве Купидон часто изображается верхом на дельфине. На древнеримских саркофагах изображение может представлять путешествие души, изначально связанное с культом Диониса. Мозаика из позднеримской Британии изображает процессию, выходящую изо рта морского бога Нептуна, сначала дельфинов, а затем морских птиц, восходящую к Купидону. Одна из интерпретаций этой аллегории состоит в том, что Нептун представляет собой происхождение души из материи, из которой была создана жизнь, а Купидон торжествует как желанная судьба души.
В других контекстах Купидон с дельфином повторяется как игривый мотив, например, в садовой скульптуре в Помпеях, на которой изображен дельфин, спасающий Купидона от осьминога, или Купидон, держащий дельфина. Дельфина, часто причудливо проработанного, конструировали как носик фонтана. На фонтане современной эпохи в Палаццо Веккьо, Флоренция, Италия, Купидон, видимо, душит дельфина.
В древности дельфинов часто изображали дружелюбными к людям, а сам дельфин мог олицетворять привязанность. Плиний записывает рассказ о дельфине в Путеолах, который каждый день нес мальчика на спине через озеро в школу; когда мальчик умер, дельфин оплакивал себя до смерти.
В эротических сценах из мифологии Купидон верхом на дельфине может передавать, как быстро движется любовь, или обнадеживающим присутствием для дикой скачки любви. Купидон верхом на дельфине может присутствовать на сценах, изображающих свадьбу Нептуна и Амфитриты (Триумф Нептуна, или морской тиасос).

### Демон блуда
Чтобы адаптировать мифы под христианское мировоззрение, средневековые мифографы интерпретировали их с другой точки зрения. Купидон рассматривается как «демон блуда». Новатор Теодульф Орлеанский, писавший во времена правления Карла Великого, переосмыслил Купидона как обольстительную, злонамеренную фигуру, эксплуатирующую желание вовлечь людей в аллегорический подземный мир порока. Для Теодульфа колчан Купидона символизировал его развращенный ум, хитрость лука, отравленные стрелы и горящую страсть факела. Уместно было изобразить его обнаженным, чтобы не скрывать своего обмана и зла. Эта трактовка в значительной степени следовала за его привязыванием к похоти, но позже исчезла, поскольку многие христиане восприняли Купидона как символ любви.